# Pero inconstans
Pero inconstans là một loài bướm đêm trong họ Geometridae.